# Tipula (Emodotipula) vaillantiana
Tipula (Emodotipula) vaillantiana is een tweevleugelige uit de familie langpootmuggen (Tipulidae). De soort komt voor in het Oriëntaals gebied.